# Бердник, Николай Васильевич
Николай Васильевич Бердник (1908, хутор Скобелево — 1983, село Камышеватое, Першотравневый район, Донецкая область) — бригадир полеводческой бригады колхоза имени Кирова Першотравневого района Сталинской области, Украинская ССР. Герой Социалистического Труда (1958).

## Биография
Родился в 1908 году в крестьянской семье на хуторе Скобелево (сегодня — Камышеватое Мангушского района). Окончив местную начальную школу, трудился в сельском хозяйстве. С 1930-х годов — рядовой колхозник в местном колхозе до призыва в сентябре 1941 года в Красную Армию по мобилизации. 
Участвовал в Великой Отечественной войне. Воевал в составе командиром стрелкового отделения 3-го стрелкового батальона 902-го стрелкового полка 248-й стрелковой дивизии, с начала 1944 года — в составе 291-го гвардейского стрелкового полка 96-й гвардейской стрелковой дивизии 28-й Армии. После демобилизации возвратился в родную деревню, где продолжил трудиться бригадиром полеводческой бригады в колхозе имени Кирова (в последующем — колхоз имени Чапаева).
Бригада под его руководством в течение Пятой пятилетки (1951—1955) ежегодно показывала высокие трудовые результаты. Указом Президиума Верховного Совета СССР от 26 февраля 1958 года удостоен звания Героя Социалистического Труда за «особые заслуги в развитии сельского хозяйства и достижение высоких показателей по производству зерна, сахарной свёклы, мяса, молока и других продуктов сельского хозяйства и внедрение в производство достижений науки и передового опыта» с вручением ордена Ленина и золотой медали «Серп и Молот» (№ 7913).
После выхода на пенсию проживал в родном селе Камышеватое Першотравневого района. Умер в 1983 году.
Память
В посёлке Мангуш Мариупольского района на Аллее героев установлен памятный знак в его честь.
Награды
- Герой Социалистического Труда
- Орден Ленина
- Орден Красной Звезды (13.07.1944)
- Медаль «За отвагу» (21.11.1943)